# 5289 Niemela
5289 Niemela este un asteroid din centura principală, descoperit pe 20 mai 1990, de Observatorio Félix Aguilar.